# خورخي سيرفيرا هوزر
خورخي سيرفيرا هوزر (بالإسبانية: Jorge Cervera Hauser)‏ هو مخرج مكسيكي، ولد في 22 يونيو 1984 في مدينة مكسيكو في المكسيك.